# 叶正大
叶正大（1927年8月22日—2017年12月14日），原名福农，广东省惠阳市人，生于上海市，中华人民共和国国防科学技术工业委员会副主任、中国人民解放军中将。叶挺将军之子。

## 生平
1946年4月，其父叶挺及母亲、妹妹弟弟在四八空难中遇难。事件后，他在广州也遭到特务盯梢。为此周恩来调动军事调处执行部关系，将其从广州辗转北平到张家口最终到延安。1947年初，军调部将他安排到哈尔滨，在刘亚楼兼校长的东北民主联军附属语言学校参军并俄语。1948年初，中共中央决定抽调一批能力突出、政治可靠的青年干部，留学苏联接受高等教育，派遣工作由中共中央东北局具体负责。经过筹划，东北局决定派遣21名烈士及高干子弟赴苏，史称“4821”，其中就有叶正大。同年他加入中国共产党。1949年，因国耻家仇，叶正大决议学习飞机制造专业，并进入五年制的莫斯科航空学院飞机制造系学习，并在1955年毕业于该院飞机设计系。同年2月返回中国，被分配到沈阳飞机厂任工艺员，不久调入设计科任主任设计员，参加中国第一架喷气歼击机歼5飞机的试制工作。
1956年，叶正大被任命为飞机设计室副主任设计师。作为技术负责人之一，参与组建飞机设计室。经过设计、试制、试飞，研制了中国第一架喷气式教练机歼教-1飞机。在此期间，他还组织并直接参与了中国自行设计的第一一架喷气式强击机强5和中国第一架初级教练机初教-6的总体方案的制定。
1960年，他调任沈阳飞机设计研究所副所长。当时，中国急需在歼6飞机的基础上改制出一种教练机，叶正大作为技术负责人，直接参与并领导了歼教-6型飞机的研制工作。为此，叶正大获得国家科技进步二等奖。1961年，苏联出售米格-21飞机的生产专利，叶正大参加了空军刘亚楼司令员为团长的对苏谈判代表团，成功买到专利技术，并在回国后从苏联引进的10套件的米格21飞机散件基础上反复设计、试验，在两年内成功组装中国第一架歼-7飞机，并在此基础上很快实现全部国产化。此外他还在此基础上研发歼-8飞机，并成功装备军队。歼-8飞机获得国家科技进步特等奖。
1973年4月，调任航空研究院副院长，同年11月，调任国务院国防工业办公室副主任。文化大革命爆发后，因为当年21人中许多是中共高级干部之女，同期发生了很多牵涉中共高层的政治案件。因此康生掀起“4821苏修特务案”并逮捕当年的全部二十一名留学生，叶正大也未能幸免。1980年6月，胡耀邦在约见中华人民共和国电力工业部的李锡铭、李鹏谈话时，李鹏反映了“4821”的情况。在胡耀邦持续过问下，1982年中共中央组织部宣布平反。
1982年，叶正大出任国防科工委科技委副主任，同时兼任国家发明奖评审委员会副主任委员，国防科技进步奖及国防发明奖评审委员会主任委员，航空学会理事及国际合作工作委员会副主任。1988年，被授予中国人民解放军中将军衔。1994年，起转任国防科工委科技委顾问，中国航天基金会会长。1992年被俄罗斯齐奥尔科夫斯基宇航院聘请为国际院士，同年被西北工业大学聘请为兼职教授。1994年被中国航空工业总公司聘请为研究员。
此外他还是中共十大代表、全国第五届人大代表、全国第七届政协委员、全国第八届人大代表、常务委员会委员、教科文委员会委员、中俄友好小组副主席。1998年7月获中央军委授予的胜利功勋荣誉章。
2017年12月14日晚，葉正大因病在北京逝世，享年90歲。